# Ulamia dolabrata
Ulamia dolabrata är en fjärilsart som beskrevs av Stoll 1780. Ulamia dolabrata ingår i släktet Ulamia och familjen snigelspinnare. Inga underarter finns listade i Catalogue of Life.